# Manuscrit Junius
Le manuscrit Junius, anciennement appelé manuscrit de Cædmon, est un codex médiéval du XIe siècle réunissant quatre poèmes en vieil anglais. Il s'agit d'un des quatre manuscrits majeurs de la littérature poétique anglo-saxonne encore en existence, avec le Livre d'Exeter, le Livre de Verceil et le Codex Nowell. Redécouvert au XVIIe siècle par l'érudit François du Jon, il est conservé à la bibliothèque Bodléienne de l'université d'Oxford sous la cote « Junius 11 ».
Les quatre poèmes du manuscrit sont d'inspiration biblique. Les trois premiers, Genèse, Exode et Daniel, sont des réécritures plus ou moins partielles et fidèles de livres de l'Ancien Testament, tandis que le quatrième, Le Christ et Satan, s'intéresse à plusieurs épisodes de l'Ancien et du Nouveau Testament sans suivre de fil narratif unique. Le premier poème, Genèse, est partiellement enluminé.

## Noms
Le nom d'usage du manuscrit et sa cote à la bibliothèque Bodléienne font référence à son premier éditeur, François du Jon, qui signait Franciscus Junius en latin. Il est encore appelé « manuscrit de Cædmon », d'après une théorie abandonnée faisant du poète Cædmon l'auteur de son contenu.
Les poèmes qui figurent dans le manuscrit n'ont pas de titres, comme la majeure partie de la poésie vieil-anglaise. C'est par souci de commodité que les éditeurs modernes les ont appelés Genesis (« Genèse »), Exodus (« Exode »), Daniel et Christ and Satan (« Le Christ et Satan »).

## Description

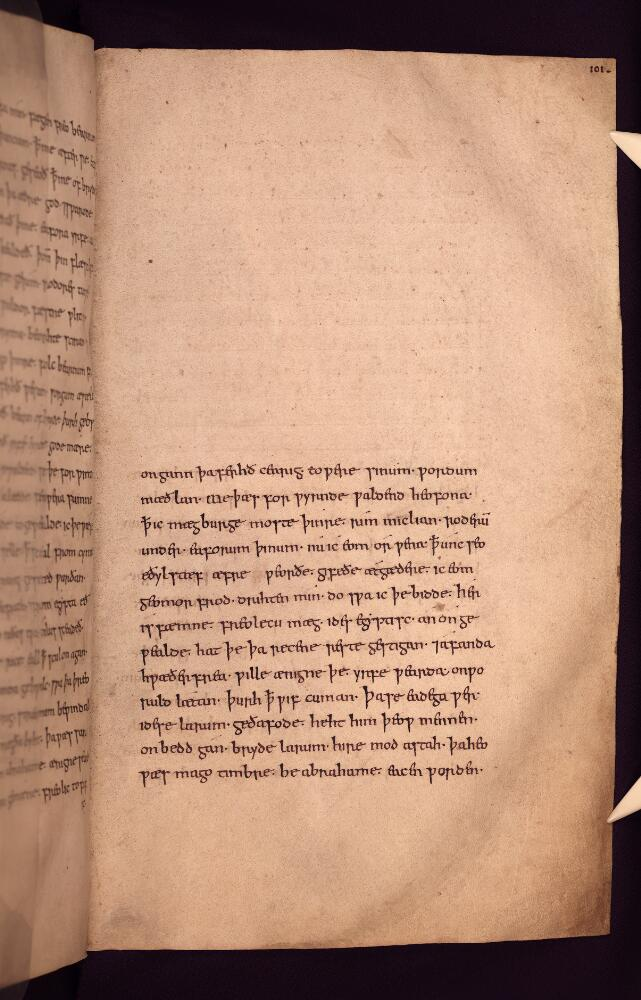
Une page laissée à moitié vierge pour une illustration jamais réalisée.

Le manuscrit Junius comprend 116 folios de parchemin mesurant environ 321 × 195 mm. Les 212 premières pages, qui correspondent aux poèmes Genèse (pages 1 à 142), Exode (pages 143 à 171) et Daniel (pages 173 à 212), sont de la même main. Les dernières pages, qui correspondent au poème Le Christ et Satan (pages 213 à 229), sont l'œuvre d'au moins trois scribes différents, dont aucun n'est celui responsable de la première partie du codex. La mention « Finit Liber II » à la fin du Christ et Satan suggère que ce poème constituait un « second livre », par opposition au « premier livre » réunissant les trois autres poèmes, bien que la fin de Daniel ne présente pas de mention « Finit Liber I ».
La mise en page des trois premiers poèmes ménage des espaces vierges pour accueillir des illustrations, mais le travail d'enluminure n'a jamais été achevé et seul le premier poème, Genèse, est partiellement illustré. Ces enluminures à l'encre brune, dont la taille varie entre la demi-page et la pleine page, sont l'œuvre de deux artistes différents. Le premier est responsable des illustrations entre les pages 1 et 71, tandis que le second, auteur des enluminures situées entre les pages 73 et 88, se distingue par l'utilisation d'encres de couleur (rouge, vert). L'illustration de la page 88 est la dernière du recueil, si l'on excepte un dessin inachevé en page 96, réalisé au XIIe siècle ; une lettrine au début de l'Exode en page 143, attribuable au premier artiste ; et les motifs abstraits, œuvre d'un troisième artiste, qui apparaissent aux pages 225 et 230.
Le second illustrateur du manuscrit Junius est presque certainement le même artiste que celui responsable des enluminures d'une copie de la Psychomachie du poète romain Prudence conservée dans un manuscrit (Corpus Christi College 23) du Corpus Christi College de l'université de Cambridge.

## Histoire
Les origines du manuscrit Junius sont inconnues, en particulier le lieu de sa rédaction. Plusieurs centres monastiques ont été proposés, notamment Canterbury, Malmesbury et Winchester. Il pourrait avoir été commandé par un certain « Ælfwine », nom présent à côté d'un portrait en médaillon dessiné sur la page 2. Pour Israel Gollancz, il s'agit de l'Ælfwine qui devient abbé du New Minster, à Winchester, en 1035, tandis que Peter J. Lucas l'identifie à un autre Ælfwine, abbé de Malmesbury aux alentours de 1043-1046. La compilation du manuscrit est traditionnellement datée des alentours de l'an 1000 à partir d'indications paléographiques. En 2002, Leslie Lockett propose une fenêtre 960-990, en s'appuyant sur une plus grande variété d'indices, dont le style des illustrations.
Le manuscrit ne refait surface qu'au milieu du XVIIe siècle. Il est offert à François du Jon vers 1651 par l'archevêque d'Armagh James Ussher, qui le tenait peut-être lui-même du collectionneur Simonds d'Ewes (en). Du Jon s'attelle à la première édition du manuscrit, qui paraît en 1655 à Amsterdam. À sa mort, en 1677, il lègue sa collection de livres et manuscrits à l'université d'Oxford. Elle arrive l'année suivante à la bibliothèque Bodléienne, où Junius 11 est toujours conservé.

## Contenu
Le manuscrit est communément divisé en quatre parties.

### La Genèse

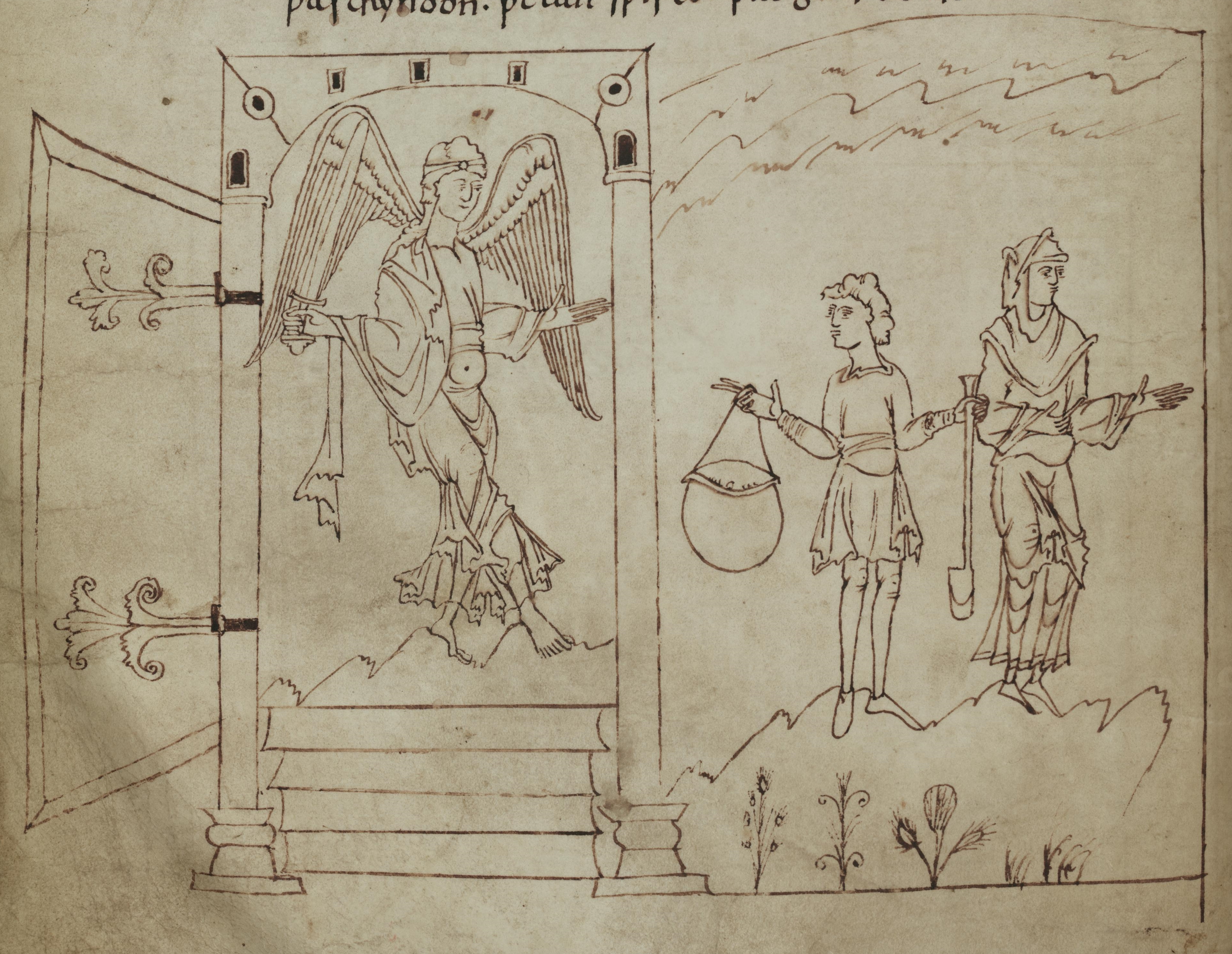
Illustration d’un ange gardant les portes du paradis (page 46 du manuscrit Junius).

Le premier texte du recueil compte 2 936 vers. Il s'agit en fait de deux poèmes différents, appelés Genèse A et Genèse B par les chercheurs, le second étant intercalé au milieu du premier. La Genèse A (vers 1-234 et 852-2936) est une réécriture de la première partie du Livre de la Genèse, de la Création au sacrifice d'Isaac (Gen. 22). Elle met l'accent sur des thèmes typiquement germaniques tels que la vengeance ou l'importance du lien fraternel.
Les vers 235 à 851 du texte proviennent d'un autre poème, la Genèse B, qui semble avoir été introduit dans le premier pour combler une lacune concernant le récit de la tentation d'Ève par le Serpent (Gen. 3:1-7). Les deux poèmes sont traités par le compilateur du manuscrit comme s'il s'agissait d'un seul et même texte, mais des différences importantes de style permettent de les distinguer. La Genèse B prend beaucoup plus de libertés avec le texte biblique que la Genèse A en retraçant la chute de Satan, puis celle d'Adam et Ève. Dès 1875, le philologue allemand Eduard Sievers s'appuie sur le vocabulaire et la métrique de ce passage pour émettre l'hypothèse qu'il s'agisse en réalité de la traduction d'un original inconnu en vieux saxon. Son hypothèse est confirmée en 1894, lorsque Karl Zangemeister (en) découvre un fragment de ce poème vieux-saxon dans un manuscrit (Palatinus Latinus 1447) de la bibliothèque vaticane.

### L’Exode
L'Exode, long de 590 vers avec deux lacunes, ne reprend pas entièrement le Livre de l'Exode, mais se focalise sur l'Exode hors d'Égypte et le passage de la mer Rouge d’une manière épique proche d’autres poèmes religieux en vieil anglais, voire du non religieux Beowulf. Il témoigne également d'une connaissance certaine de l'exégèse biblique et de la liturgie. Le poème peut être considéré comme une allégorie chrétienne, dans laquelle le périple des Hébreux symbolise la vie d'un croyant.
Le récit principal est suspendu pour raconter les histoires de Noé et d'Abraham. Ce passage, comparable aux digressions que l'on retrouve dans Beowulf, est considéré comme une interpolation ultérieure par certains éditeurs du XIXe siècle, qui le nomment « Exode B » sur le modèle de la Genèse B, mais cette théorie est aujourd'hui abandonnée.

### Daniel
Daniel compte 764 vers. Il s'inspire des cinq premiers chapitres du Livre de Daniel, en particulier de l'épisode des trois enfants de la fournaise (chapitre 3), et ignore le reste du texte biblique. Son thème principal est le salut.
Comme la Genèse, Daniel est couramment séparé en deux parties, Daniel A et Daniel B. Daniel B, qui occupe les vers 279 à 408, correspond à la Prière d'Azarias et à la chanson des trois enfants dans la fournaise. Ce passage diffère fortement du reste du poème en termes de vocabulaire et de mètre, et sa situation au sein du poème semble légèrement décalée, puisqu'il est placé après le sauvetage des enfants de la fournaise. En outre, il présente de fortes ressemblances avec Azarias, un autre poème vieil-anglais qui figure dans le Livre d'Exeter. Tous ces éléments suggèrent qu'il s'agit d'une interpolation.

### Le Christ et Satan
Le Christ et Satan compte 729 vers. Contrairement aux trois poèmes de la première partie du manuscrit, qui s’appuient chacun sur un livre de l’Ancien Testament, il présente plusieurs épisodes de la lutte entre le Christ et Satan en puisant également dans le Nouveau Testament. L'absence de réelle unité narrative a conduit certains critiques à le considérer comme une série de poèmes distincts, ou du moins comme un poème en trois parties :
1. La Chute de Satan (vers 1-365) expose les griefs de Satan et des autres anges déchus.
2. La Descente aux Enfers (vers 366-662), inspirée de l’Évangile de Nicodème, offre un compte rendu de la Résurrection, de l’Ascension et du Jugement dernier.
3. La Tentation du Christ (vers 663-729) rappelle l’épisode de la tentation du Christ par Satan dans le désert.

Les sections sont entrecoupées de passages homilétiques invitant à une vie juste et à la préparation pour le Jour du Jugement et la vie dans l’au-delà.

### Éditions
- (en) Isaac Gollancz (éd.), The 'Cædmon Manuscript' of Anglo-Saxon Biblical Poetry, Londres, 1927.
- (en) George Krapp (éd.), The Junius Manuscript, New York, coll. « The Anglo-Saxon Poetic Records » (no 1), 1931.
- (en) Bernard J. Muir (éd.), A Digital Facsimile of Oxford, Bodleian Library, MS. Junius 11, Oxford, Bodleian Library, University of Oxford, coll. « Bodleian Digital Texts » (no 1), 2004 (ISBN 978-1-85124-330-3).

### Analyses
- (en) Catherine E. Karkov, Text and Picture in Anglo-Saxon England : Narrative Strategies in the Junius 11 Manuscript, Cambridge University Press, coll. « Cambridge Studies in Anglo-Saxon England » (no 31), 2001.
- (en) Leslie Lockett, « An integrated re-examination of the dating of Oxford, Bodleian Library, Junius 11 », Anglo-Saxon England, vol. 31,‎ 2002, p. 141-173 (DOI 10.1017/S0263675102000066).
- (en) Paul G. Remley, « Junius Manuscript », dans Michael Lapidge, John Blair, Simon Keynes et Donald Scragg (éd.), The Wiley Blackwell Encyclopedia of Anglo-Saxon England, Wiley Blackwell, 2014, 2e éd. (ISBN 978-0-470-65632-7)